# جزيرة هوي
جزيرة هوي (بالإنجليزية: Hoy)‏ إحدى جزر أوركني في اسكتلندا، تبلغ مساحة الجزيرة 143 كم2، وهي ثاني أكبر جزر أرخبيل اسكتلندا بعد البر الرئيسي (جزيرة ماينلاند) وهما متصلتين معاً بجسر يربط بينهما، تتميز الجزيرة بمناظرها الخلابة، ووجود أنواع نادرة من الطيور مثل الكركر وغواص أحمر الحنجرة، وتحتوي على نباتات كبدية، يتواجد على شواطئ الجزيرة صخرة الرجل الكبير.

## معرض صور

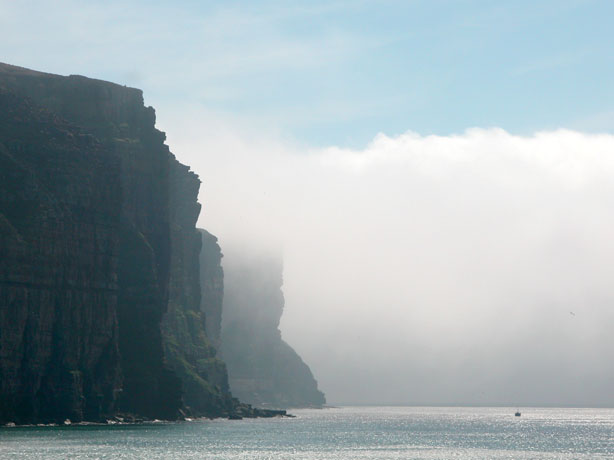
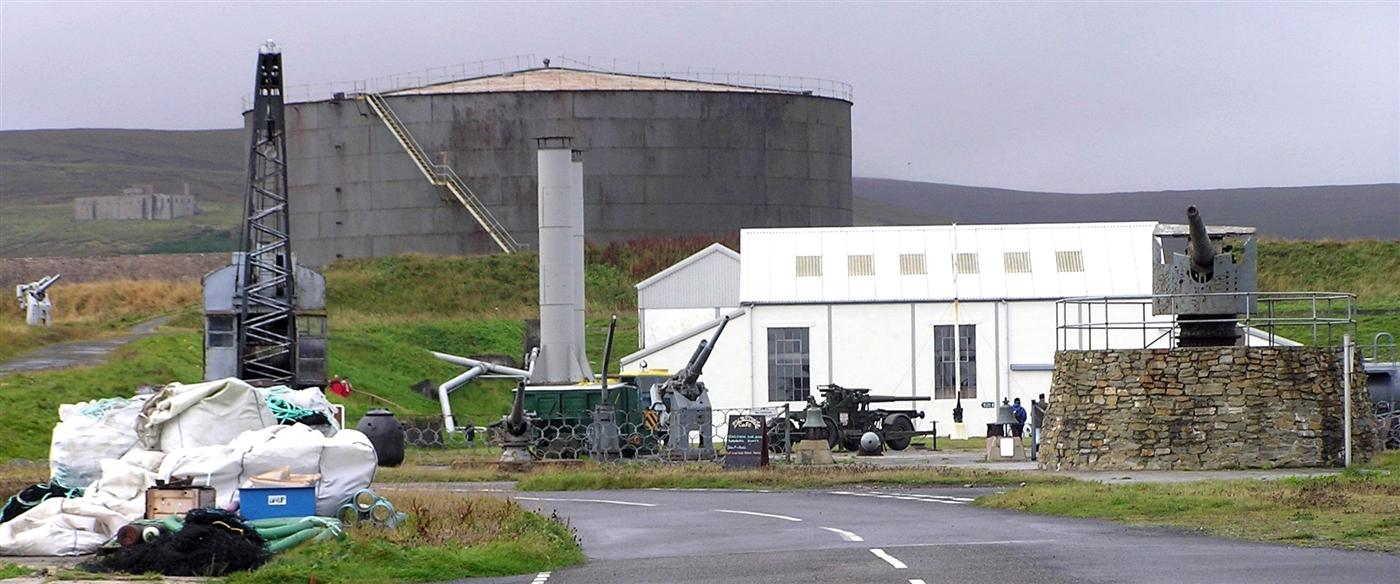
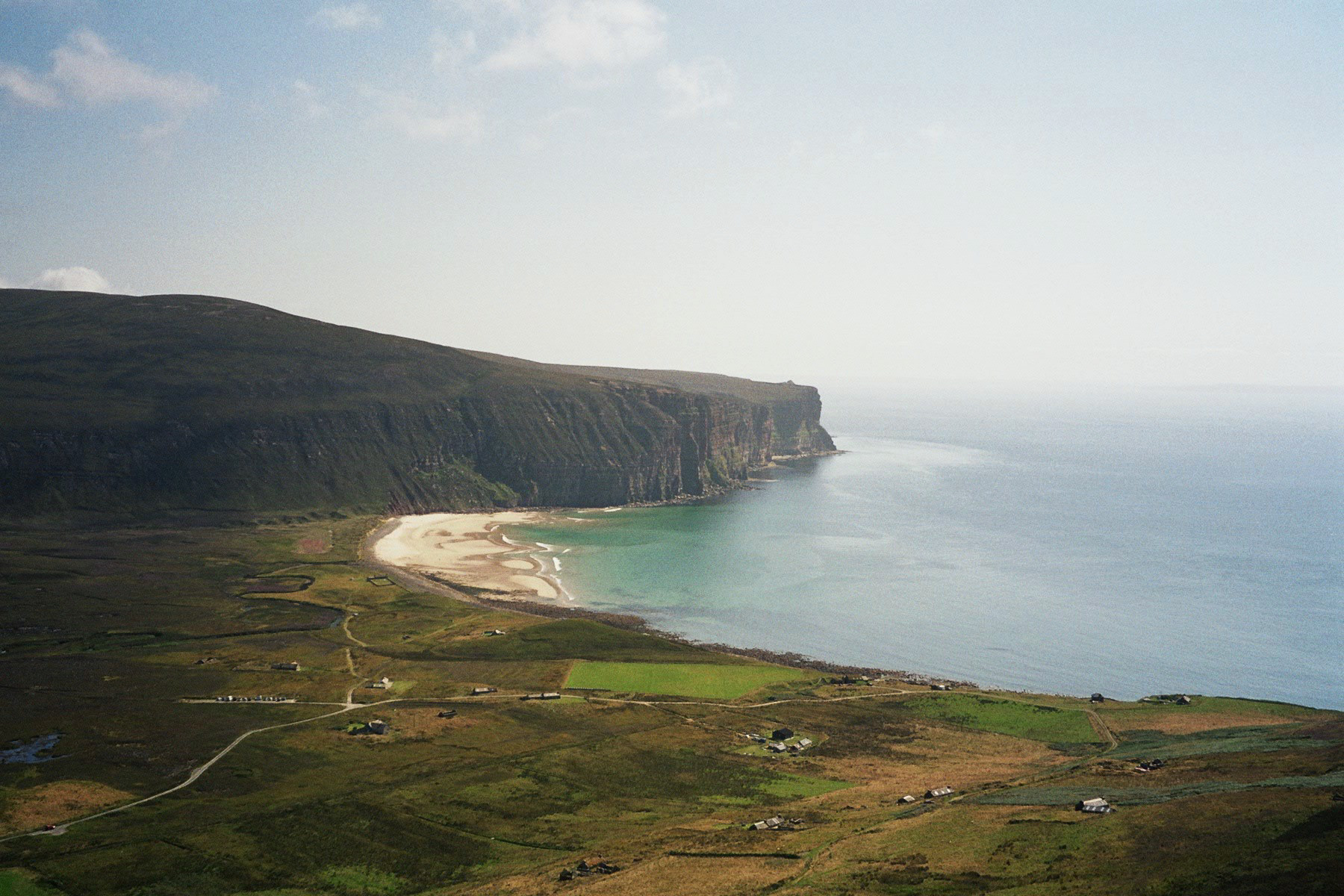
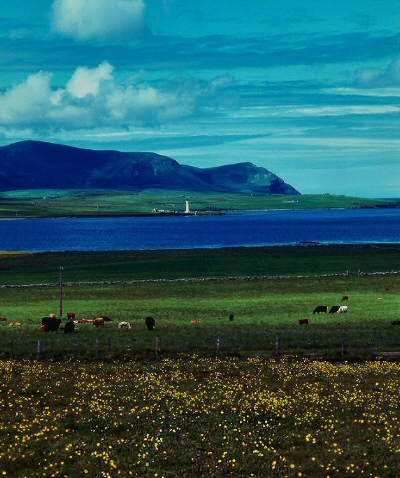